# 大空昴
大空昴（日语：／ Ōzora Subaru），為日本虛擬YouTuber。隸屬於COVER株式會社旗下的虛擬YouTuber運營事務所hololive production。
hololive二期生，於2018年9月16日正式出道。

## 人物設定

### 官方人物設定
|  | 大家好!我是Hololive二期生的大空昴! 任職著綜合格鬥技部以及電子競技部的經理人。假小子的性格，對誰也不差別地平等對待，明朗、朝氣又活潑的女孩子。遊戲方面在絕贊練習中。 今天也是充滿活力的經理!!!!!!!!!!! |

### 角色設計
| 角色設計者 | 名称     |
| ---------- | -------- |
| 角色設計   | 時雨羽衣 |
| Live2D設計 | 入江燈   |
| 3D製作     | 八劍     |

## 經歷
| 2018 | 9月16日—Youtube初次直播                                                                   |
| 2018 | 12月16日—Bilibili初次投稿                                                                 |
| 2019 | 5月05日—3D模型發佈                                                                        |
| 2019 | 7月30日—2D新服裝發佈                                                                      |
| 2019 | 9月17日—3D泳裝發佈                                                                        |
| 2019 | 10月05日—出演「VTUBERLAND2019 hololiveWEEK ～清楚さいきょうらんど～ ホールイベント第2部」 |
| 2020 | 1月01日—正月服裝發佈                                                                      |
| 2020 | 1月24日—出演「hololive 1st Fes.『Non Stop Story』」                                       |
| 2020 | 11月07日—新Live2D發佈                                                                     |
| 2020 | 12月22日—出演「hololive 2nd Fes. 『Beyond the Stage』」                                   |
| 2021 | 2月17日—出演「hololive IDOL PROJECT 1st Live.『Bloom,』」                                 |
| 2021 | 7月02日—訂閱人數突破1,000,000                                                             |
| 2021 | 7月03日—發布首張個人原創單曲<>                                                            |
| 2021 | 7月31日—出演「cinderella switch ～ふたりでつくるホロライブ～」                            |
| 2022 | 3月19日—出演「hololive 3rd Fes. 『Link Your Wish』」                                      |
| 2022 | 6月11日—出演「V-Carnival VOL.2」                                                          |

2018年
- 8月10日，於Twitter創立帳號。
- 8月22日，於YouTube設立頻道。
- 8月23日，於Twitter初次推文[6]。
- 9月16日，於YouTube初次直播[7]。
- 12月16日，於Bilibili初次投稿[8]。

2019年
- 5月5日，3D模型發布[9]。
- 7月30日，2D新服裝發布[10]。
- 9月17日，3D泳裝發布[11]。
- 10月5日，出演「VTUBERLAND2019 hololiveWEEK ～清楚さいきょうらんど～ ホールイベント第2部」[12]。

2020年
- 1月1日，正月服裝公布[13]。
- 1月24日，出演在豐洲PIT舉辦的「hololive 1st fes.『Non Stop Story』」[14]。
- 11月7日，新Live2D公布[15]。
- 12月22日，出演「hololive 2nd Fes. 『Beyond the Stage』」之Stage2第二天的演唱會活動[16]。

2021年
- 2月17日，出演「hololive IDOL PROJECT 1st Live.『Bloom,』」之hololive原創曲演唱會活動。
- 7月2日，於生日當天，Youtube頻道訂閱人數突破100萬，成為Hololive第十九位達到100萬訂閱的虛擬YouTuber[17]。
- 7月3日，發布首張個人原創單曲太陽少女。
- 7月31日，與癒月巧可一同出演由VARK主辦的「cinderella switch ～ふたりでつくるホロライブ～」之VR演唱會活動。
- 9月29日，出演日本電視台節目「プロジェクトV」。
- 12月30日，再次出演日本電視台節目「プロジェクトV」。

2022年
- 3月19日，出演「hololive 3rd Fes. 『Link Your Wish』」之第一天的演唱會活動。
- 6月11日，出演「V-Carnival VOL.2」之第一天活動。
- 7月3日，參加由日本電視台所舉辦的「Summer Voyage!!」演唱會活動。
- 8月26日，與兔田佩克拉、湊阿庫婭一同出演由日清工商邀約的「Animelo Summer Live 2022」特別開場活動。

## 訂閱數里程碑
| 2018 | 9月16日—Youtube初次直播        |
| 2018 | 12月19日—訂閱人數突破10,000    |
| 2019 | 2月07日—訂閱人數突破25,000     |
| 2019 | 5月08日—訂閱人數突破50,000     |
| 2019 | 10月23日—訂閱人數突破100,000   |
| 2020 | 4月11日—訂閱人數突破200,000    |
| 2020 | 7月02日—訂閱人數突破300,000    |
| 2020 | 9月07日—訂閱人數突破400,000    |
| 2020 | 11月04日—訂閱人數突破500,000   |
| 2020 | 12月16日—訂閱人數突破600,000   |
| 2021 | 1月26日—訂閱人數突破700,000    |
| 2021 | 3月22日—訂閱人數突破800,000    |
| 2021 | 5月20日—訂閱人數突破900,000    |
| 2021 | 7月02日—訂閱人數突破1,000,000  |
| 2021 | 9月03日—訂閱人數突破1,100,000  |
| 2021 | 12月01日—訂閱人數突破1,200,000 |
| 2022 | 4月04日—訂閱人數突破1,300,000  |

2018年
- 12月19日，YouTube頻道訂閱人數突破1萬人[18]。

2019年
- 2月7日，YouTube頻道訂閱人數突破2.5萬人[19]。
- 5月8日，YouTube頻道訂閱人數突破5萬人[20]。
- 10月23日，YouTube頻道訂閱人數突破10萬人[21]。

2020年
- 4月11日，YouTube頻道訂閱人數突破20萬人[22]。
- 7月2日，YouTube頻道訂閱人數突破30萬人[23]。
- 9月7日，YouTube頻道訂閱人數突破40萬人[24]。
- 11月4日，YouTube頻道訂閱人數突破50萬人[25]。
- 12月16日，YouTube頻道訂閱人數突破60萬人。

2021年
- 1月26日，YouTube頻道訂閱人數突破70萬人。
- 3月22日，YouTube頻道訂閱人數突破80萬人。
- 5月20日，YouTube頻道訂閱人數突破90萬人。
- 7月2日，Youtube頻道訂閱人數突破100萬人[17]。
- 9月3日，Youtube頻道訂閱人數突破110萬人。
- 12月1日，Youtube頻道訂閱人數突破120萬人。

2022年
- 4月4日，Youtube頻道訂閱人數突破130萬人。

## 音樂

### 原創曲
| 歌曲                           | 發表時間       | 演唱者                                                                                                   | 備註                                     |
| ------------------------------ | -------------- | --- | ---------------------------------------- |
| 〈Shiny Smily Story〉          | 2019年9月16日  | 大空昴、其他hololive零至二期生、Gamers                                                                   |                                          |
| 〈カレーメシ・イン・ミラクル〉 | 2020年10月11日 | 大空昴、湊阿庫婭、兔田佩克拉                                                                             | 日清咖哩工商聯動歌曲                     |
| 〈Hacha-Mecha ミラクル〉       | 2020年12月18日 | 大空昴、湊阿庫婭、兔田佩克拉                                                                             | 〈カレーメシ・イン・ミラクル〉改詞       |
| 〈でいり～だいあり～！〉       | 2021年1月21日  | 大空昴、夏色祭、櫻巫女、白銀諾艾爾、寶鐘瑪琳                                                             | 『Floral Circlet』花環系列第六首歌曲     |
| 〈Dreaming Days〉              | 2021年2月11日  | 大空昴、白上吹雪、夏色祭、紫咲詩音、百鬼綾目、 癒月巧可、兔田佩克拉、寶鐘瑪琳、天音彼方                  | 『Floral Circlet』花環系列第九首歌曲     |
| 〈太陽少女〉                   | 2021年7月3日   | 大空昴                                                                                                   | 個人第一首原創歌曲                       |
| 〈つまりはいつもくじけない！〉 | 2021年8月1日   | 大空昴、湊阿庫婭、桃鈴音音                                                                               | NEGI☆U專輯                               |
| 〈めいくあっぷとぅるぅ！〉     | 2021年8月1日   | 大空昴、湊阿庫婭、桃鈴音音                                                                               | NEGI☆U專輯                               |
| 〈ぷ・れ・あ・で・す！〉       | 2021年10月8日  | 大空昴                                                                                                   | 個人第二首原創歌曲                       |
| 〈Prism Melody〉               | 2022年3月13日  | 大空昴、夜空梅露、亞綺·羅森塔爾、湊阿庫婭、貓又小粥、 星街彗星、兔田佩克拉、常闇永遠、角卷綿芽、桃鈴音音 |                                          |
| 〈PANIGHT〉                    | 2022年5月25日  | 大空昴、湊阿庫婭、桃鈴音音                                                                               | 收錄於NEGI☆U專輯《ねぎゆーのパないうた》 |
| 〈ドヤっとVピース☆〉           | 2022年6月1日   | 大空昴、湊阿庫婭、桃鈴音音                                                                               | 收錄於NEGI☆U專輯《ねぎゆーのパないうた》 |
| 〈ナンデダメナン？〉           | 2022年6月1日   | 大空昴、湊阿庫婭、桃鈴音音                                                                               | 收錄於NEGI☆U專輯《ねぎゆーのパないうた》 |
| 〈よくばりキュートガール〉     | 2022年6月1日   | 大空昴、湊阿庫婭、桃鈴音音                                                                               | 收錄於NEGI☆U專輯《ねぎゆーのパないうた》 |
| 〈サマーハイヒール〉           | 2022年7月3日   | 大空昴                                                                                                   | 個人第三首原創歌曲                       |
| スターライト                   | 22年11月21日   | 大空昴                                                                                                   | 個人第4首原創歌曲                        |

### 翻唱曲
| 歌曲                   | 發表時間       | 演唱者                                                         | 備註                 |
| ---------------------- | -------------- | -------------------------------------------------------------- | -------------------- |
| 〈お願いマッスル〉     | 2019年9月8日   | 大空昴、其他hololive零至三期生                                 |                      |
| 〈Blessing〉           | 2019年12月24日 | 大空昴、時乃空、蘿蔔子、夜空梅露、AZKi、櫻巫女                 |                      |
| 〈どぅーまいべすと！〉 | 2020年1月28日  | 大空昴                                                         |                      |
| 〈おちゃめ機能〉       | 2020年4月6日   | 大空昴、其他hololive零至四期生                                 |                      |
| 〈恋の魔法〉           | 2020年6月26日  | 大空昴                                                         |                      |
| 〈adrenaline!!!〉      | 2021年8月29日  | 大空昴、時雨羽衣                                               |                      |
| 〈チェリボム〉         | 2021年10月15日 | 大空昴、癒月巧可、姬森璐娜                                     | スバちょこルーナ組合 |
| 〈Monster〉            | 2021年10月29日 | 大空昴、白上吹雪、百鬼綾目、大神澪、貓又小粥、戌神沁音         | OKFAMS組合           |
| 〈神のまにまに〉       | 2022年1月26日  | 大空昴、癒月巧可、姬森璐娜                                     | スバちょこルーナ組合 |
| 〈怪物〉               | 2022年8月24日  | 大空昴、時乃空、星街彗星、尾丸波爾卡、博衣小夜璃、沙花叉克蘿耶 | スターアニマル組合   |

## 出演

### 電視動畫
2022年
- Cosplayer————《魯邦三世 PART6》

### 連續劇
2020年
- 《四月一日三姐妹之家庭故事》第二季（飾演：山村 しのぶ）

### 遊戲
2019年
- 連動《晓之爆裂者》

## 外部連結
- YouTube上的Subaru Ch. 大空スバル頻道
- 大空昴的X（前Twitter）
- 官方介紹頁